# Diving with Andy
Diving with Andy est un groupe français d'expression anglaise formé en 2003 entre Paris et Londres. Le groupe est composé à l'origine de Juliette Paquereau, Rémy Galichet et de Julien Perraudeau. Le nom du groupe a pour origine le titre de la nouvelle Riding with Andy, tirée du recueil True Tales of American Life édité par Paul Auster. 

## Biographie
Juliette Paquereau et Rémy Galichet se rencontrent en vacances à la fin des années 1990. Épris de pop anglaise, ils n’ont cessé dès lors de dialoguer musicalement. Il existe un enregistrement inédit d’un EP intitulé Wing and a Prayer (1999), autour de compositions de Rémy Galichet et John Cox, guitariste irlandais ayant collaboré avec Van Morrison. Ce mini album comporte la chanson Finalé, souvent reprise sur scène par le trio. 
En 2000, Rémy Galichet fait la connaissance de Julien Perraudeau au Conservatoire national supérieur de musique et de danse de Paris (CNSMDP), dans la Formation Supérieure aux Métiers du Son. Les studios de l'école deviennent un laboratoire d’expériences musicales, où les deux garçons produisent et arrangent une poignée de titres avant de les proposer à Juliette. L’écriture des premières chansons se fait à distance car la jeune femme poursuit ses études d’anglais en Irlande, puis à Londres. Elle enregistre ses premières voix lors de ses passages à Paris, notamment Where Does it Lead et Manderley, dont le texte coécrit par John Cox s’inspire de Rebecca, roman de Daphne du Maurier.
Le premier album homonyme est finalisé aux Studios ICP à Bruxelles en juin 2004 et le groupe signe sous le label Dièse Productions. Le trio figure parmi les lauréats du concours CQFD organisé par le magazine Les Inrockuptibles en décembre 2005.
Ils s’y font remarquer pour leur pop intimiste, aux accents britanniques et à la sentimentalité très française. Leur album éponyme, parrainé par Benjamin Biolay, sort deux mois plus tard, en février 2006. Le trio fait également partie de la sélection FAIR 2007. 
Sugar Sugar, le deuxième album de Diving with Andy enregistré à Paris et aux Studios ICP à Bruxelles, sort en juin 2009 sous le label Universal Classics. Il est retenu dans la sélection du Prix Constantin 2009. Le single Sugar Sugar est utilisé comme générique de la série Maison Close diffusée sur Canal+ en 2010[réf. nécessaire].
Leur troisième album, Is this Me?, sort en juin 2013.

## Composition du groupe
- Juliette Paquereau : auteur et interprète
- Rémy Galichet : compositeur, instrumentiste (claviers, guitare, trombone), arrangeur et réalisateur
- Julien Perraudeau : instrumentiste (basse, batterie, guitare), ingénieur du son et réalisateur.

## Discographie

### Récompenses
| Année | Cérémonie       | Catégorie | Résultat   |
| ----- | --------------- | --------- | ---------- |
| 2009  | Prix Constantin |           | Nomination |
| 2007  | Sélection FAIR  |           | Nomination |

## Collaborations
- 2006, Dorval - Celle que vous croyez (Dièse Records/ Harmonia Mundi)

Album réalisé par Julien Perraudeau et Rémy Galichet
- 2007, D'un siècle à l'autre - Les Mélodies Françaises (Dièse Records / Harmonia Mundi)

Album réalisé par Julien Perraudeau et Rémy Galichet 

Juliette Paquereau interprète D'une prison (Reynaldo Hahn-Paul Verlaine)
- 2008, Le Sacre du Tympan - La Grande Ouverture (Atmosphériques)

Juliette Paquereau interprète Fool That I Am (reprise d'Etta James)
- 2009, François de Roubaix - Chansons de film (Emarcy)

Juliette Paquereau interprète Et si on invitait James Dean (François de Roubaix)
- 2012, B R OAD Way - Solo System Revolution (6am)

Juliette Paquereau interprète The Lighthouse Wish